# Cestovatel do Východní Indie
Cestovatel do Východní Indie (v německém originále Der Ostindienfahrer) je opera (singspiel) českého skladatele Vincence Maška na libreto neznámého autora vzniklé úpravou činohry německého dramatika (Johanna) Gottlieba Stephanieho mladšího. Premiéru měla pravděpodobně v roce 1790 v pražském Nosticově divadle.

## Děj opery
O Maškově zpěvohře Cestovatel do Východní Indie jsou jen sporé soudobé zprávy a její libreto ani notový záznam se nedochovaly. Hudební lexikograf Bohumír Jan Dlabač uvádí operu Cestovatele do Východní Indie na prvním místě v seznamu děl Vincence Maška, bez dalších podrobností, především bez zmínky o jevištním provedení (na rozdíl od následující Maškovy zpěvohry Rytíř se zrcadlem). Jeho údaj opakují pozdější hudební slovníky. Muzikolog a hudební spisovatel Karel Hůlka (1853–1929) však v roce 1913 píše, že tato opera byla „někde r. 1790 dávána v divadle“, a Soupis české hudebně dramatické tvorby z roku 1959 uchovávaný ve strojopisné podobě v Divadelním ústavu (citovaný Maškovým životopiscem, muzikologem Jiřím Mikulášem), uvádí, že tato opera měla čtyři dějství a šest obrazů a měla roku 1790 premiéru v Nosticově divadle. Není však zřejmé, z jakých pramenů tyto podrobnosti vycházejí.
Námět Maškovy zpěvohry vychází zřejmě ze stejnojmenné činohry Johanna Gottlieba Stephanieho, zvaného Gottlieb Stephanie mladší, publikované v roce 1781. Stephanieho osvícensky moralizující činohry byly prvních letech Nosticova divadla na jeho jevišti zvláště oblíbené, například Odběhlec z lásky synovské se roku 1785 stal první hrou hranou v češtině. Přes exotický název je děj Cestovatele do Východní Indie spíše konverzačním salonním kusem ze současnosti. Příběh se odehrává v Amsterodamu. Hlavní hrdina Stüben byl před lety zmanipulován „obchodníkem s dušemi“ Hagelem k tomu, aby se upsal u Východoindické společnosti k polootrocké práci. Nyní se však vrátil jako bohatý muž. Narazí na dávného přítele Kuithusena, který jej žádá o pomoc pro společného přítele Störschöldena. Tomu právě spadlo do klína dědictví a chce si vzít Susanne, do níž je zamilován; ta má ale pověst kokety zajímající se jen o peníze. Oba muži se rozhodnout příteli otevřít oči tím, že se bohatý Stüben bude naoko ucházet o Susanne. Susanne mu skutečně dá přednost, ke Störschöldenově zoufalství, ale Stüben se mezitím zamiluje do Susanniny ctnostné sestry Dorthchen. Ta jeho city opětuje, ale odmítne ho, když se dozví, že ponížil její sestru. Když však Stüben s přáteli zachrání Susanne před Hagelovou nečestnou lstí, Dorthchen povolí a i Susanne vyslyší stále milujícího Störschöldena, avšak nechává si rok na dobrovolnou mravní nápravu.